# Ловчий пояс
Ло́вчие пояса́, ловчие ко́льца — приспособления в виде широкой (15—20 см) полосы из различных материалов для сбора и / или уничтожения насекомых на стволах и ветвях деревьев. Используется как механический метод защиты растений, а в энтомологических исследованиях — для сбора любых насекомых, обитающих на деревьях.
Применяют главным образом в плодоводстве против гусениц яблонной, грушевой, сливовой плодожорок, яблонного цветоеда, которые уходят на зимовку или окукливание под чешуйки старой коры и в почву приствольного круга.

## Устройство ловчего пояса
Ловчий пояс в общем виде представляет собой широкую полосу из самых различных материалов — мешковины, ветоши, соломы, плотной бумаги (в том числе гофрированной), рогожи, полиэтиленовой плёнки, закреплённую бечёвкой или другими материалами на стволе дерева.
Накладываются кольцами на стволы или толстые сучья деревьев и привязываются к стволам деревьев ниже кроны, обычно на высоте 1—1,5 м. Для борьбы с насекомыми-вредителями ловчие кольца и пояса обычно обрабатывают инсектицидами.
Для борьбы с вредителями ловчие пояса накладывают рано весной, до распускания почек, когда среднесуточная температура воздуха ещё не достигает 6 °C. При повышении температуры жуки, например, яблонный цветоед, выходят из мест зимовки и забираются на деревья. Ловчие пояса по мере заполнения очищают либо заменяют.

## Виды ловчих поясов
Существует несколько видов ловчих поясов:
1. Сухой ловчий пояс. Механизм действия заключается в задерживании насекомых при попытках подняться по стволу к кроне дерева. Материалы для сухих ловчих поясов должны быть либо гладкими настолько, что насекомое не может найти точку сцепления с поверхностью пояса и падает на землю, либо закреплены таким образом, что насекомое не сможет найти пути наверх, например, как это происходит при закреплении ловчего пояса из мешковины за верхнюю часть материала.
2. Пропитанный инсектицидами пояс. Насекомые, попавшие в пропитанный ловчий пояс, погибают. Для пропитки используют инсектициды из допущенных к использованию, специализированные на уничтожении насекомых, которые по наблюдениям попадают в ловчий пояс в данное время года (жуки, гусеницы).
3. Липкий ловчий пояс. Липкие пояса обрабатывают специальной клеевой массой, которую наносят шириной 4—5 см на плотные полоски бумаги или на стволы деревьев. Насекомые приклеиваются к поверхности ловчего пояса.

## Достоинства метода
Применение сухих и липких ловчих поясов в экологическом отношении, как правило, безопасно.
Ловчие пояса эффективны на небольших площадях, где по каким-либо соображениям невозможен или нерентабелен химический метод борьбы.

## Недостатки метода
Высокий уровень трудоёмкости.

## Использование в научных целях
Ловчие пояса и кольца используются также энтомологами для сбора насекомых, а также с целью их дальнейшего исследования: изучения численности и плотности популяций насекомых, влияния различных факторов среды обитания на морфологические особенности строения особей, оценки биотопического разнообразия видов и др.